# Protolampra gruneri
Protolampra gruneri är en fjärilsart som beskrevs av Achille Guenée 1852. Protolampra gruneri ingår i släktet Protolampra och familjen nattflyn. Inga underarter finns listade i Catalogue of Life.